# 土運車
土運車（どうんしゃ）は、 貨車の車種の一つである。

## 概要
土砂運搬用の貨車であり、線路の路盤工事などに使われる。基本的には事業用貨車であるが、砂利輸送に使われることもあった。
日本国有鉄道（国鉄）における記号は登場時は土（つち）の「ツチ」であったが、1911年（明治44年）の形式称号規程改正で「ツ」となり、1928年（昭和3年）の形式称号規程改正で、砂利（じゃり）の「リ」となった。
初期の土運車の外観は無蓋車に類似したものであるが、荷台、アオリ戸の高さが低いものが分類されていた。1921年（大正10年）に登場したリ2000形は荷卸しの便宜を図るため、左右に傾斜可能とした。土運車として最後の形式となったリム300形も同様の構造を踏襲している。
黎明期はどの鉄道でも土運車を保有していたが、土砂の運搬に特化したホキ100形の登場でホッパ車への移行が進んだほか、ダンプトラックや土木機械の発達、さらには法規上機械扱いになる保線車輛への移行が進み、国鉄に在籍する車両は1985年（昭和60年）までに全廃され、現存しない。

## 主な形式
- リ1形（8トン積み）
- リ390形（8トン積み）
- リ400形（9トン積み）
- リ1900形（12トン積み）
- リ2000形（10トン積み。荷台転倒式。旧テツ3000形（明治44年））
- リ2500形（10トン積み。雪捨用。トム1形、トム5000形、トム16000形改造）
- リム1形（15トン積み。トム13100形、トム13500形改造）
- リム300形（15トン積み。荷台転倒式。トキ900形改造車もあり）